# Echipa națională de hochei pe gheață a României

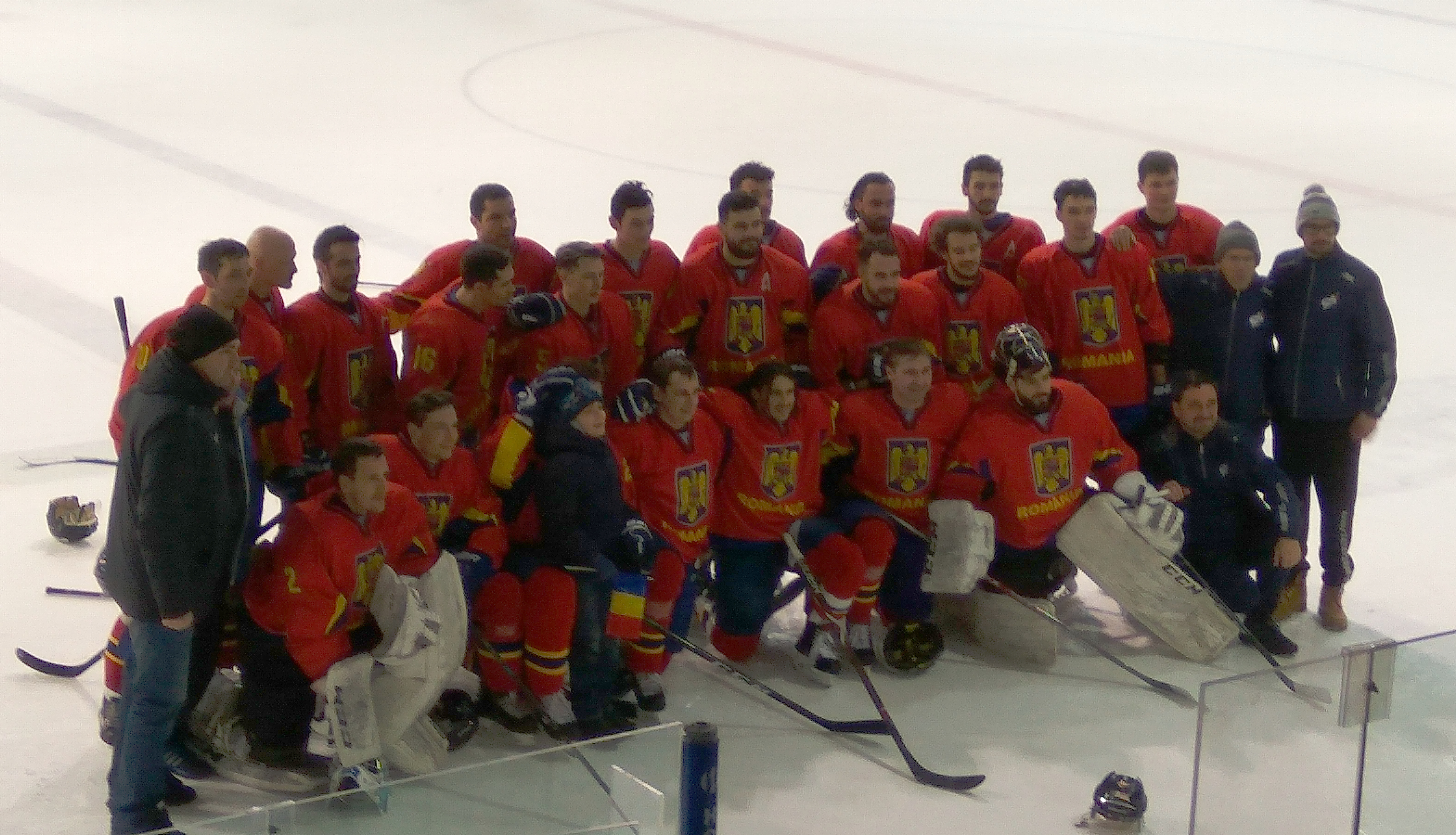
Echipa națională în 2019

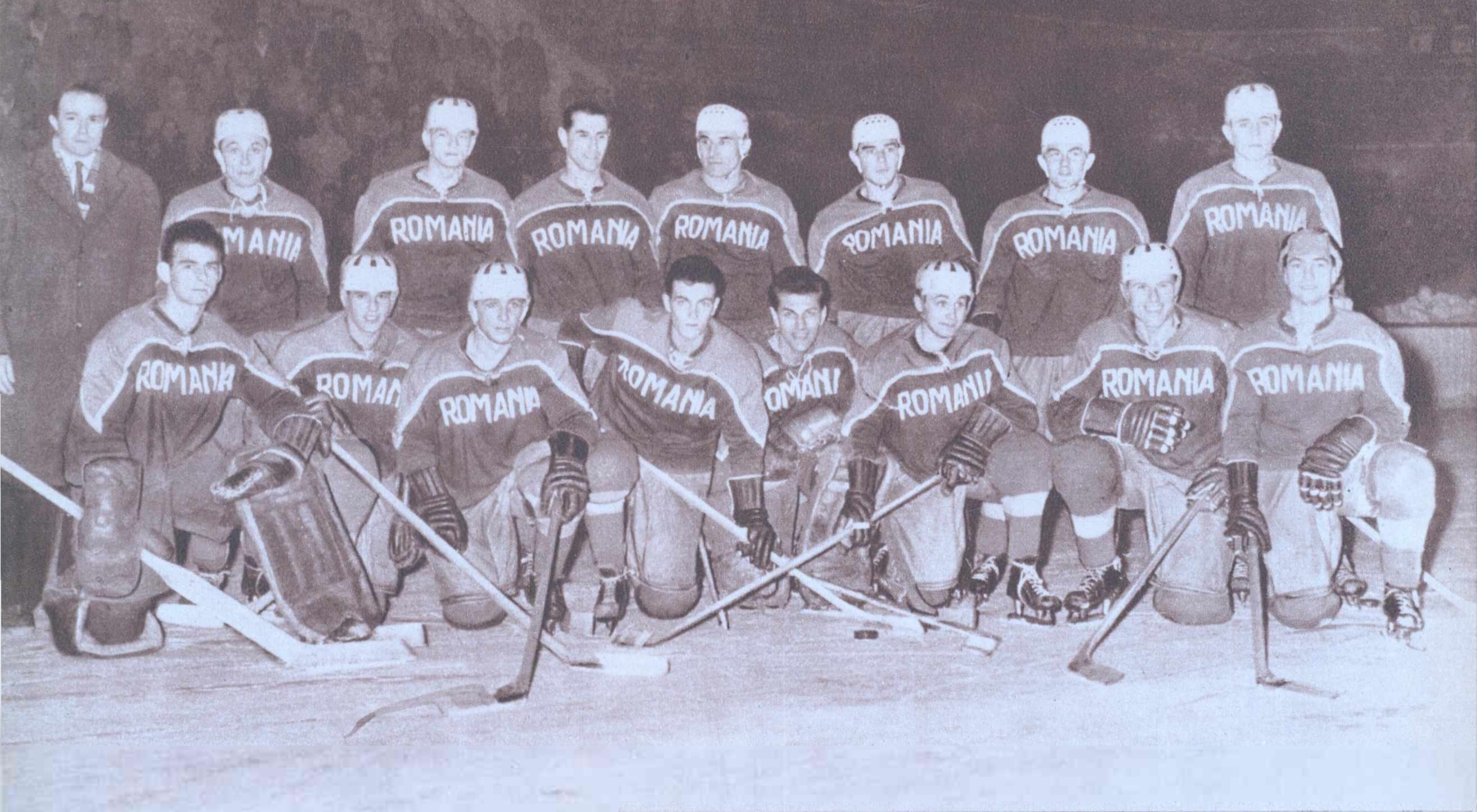
Echipa națională în 1963

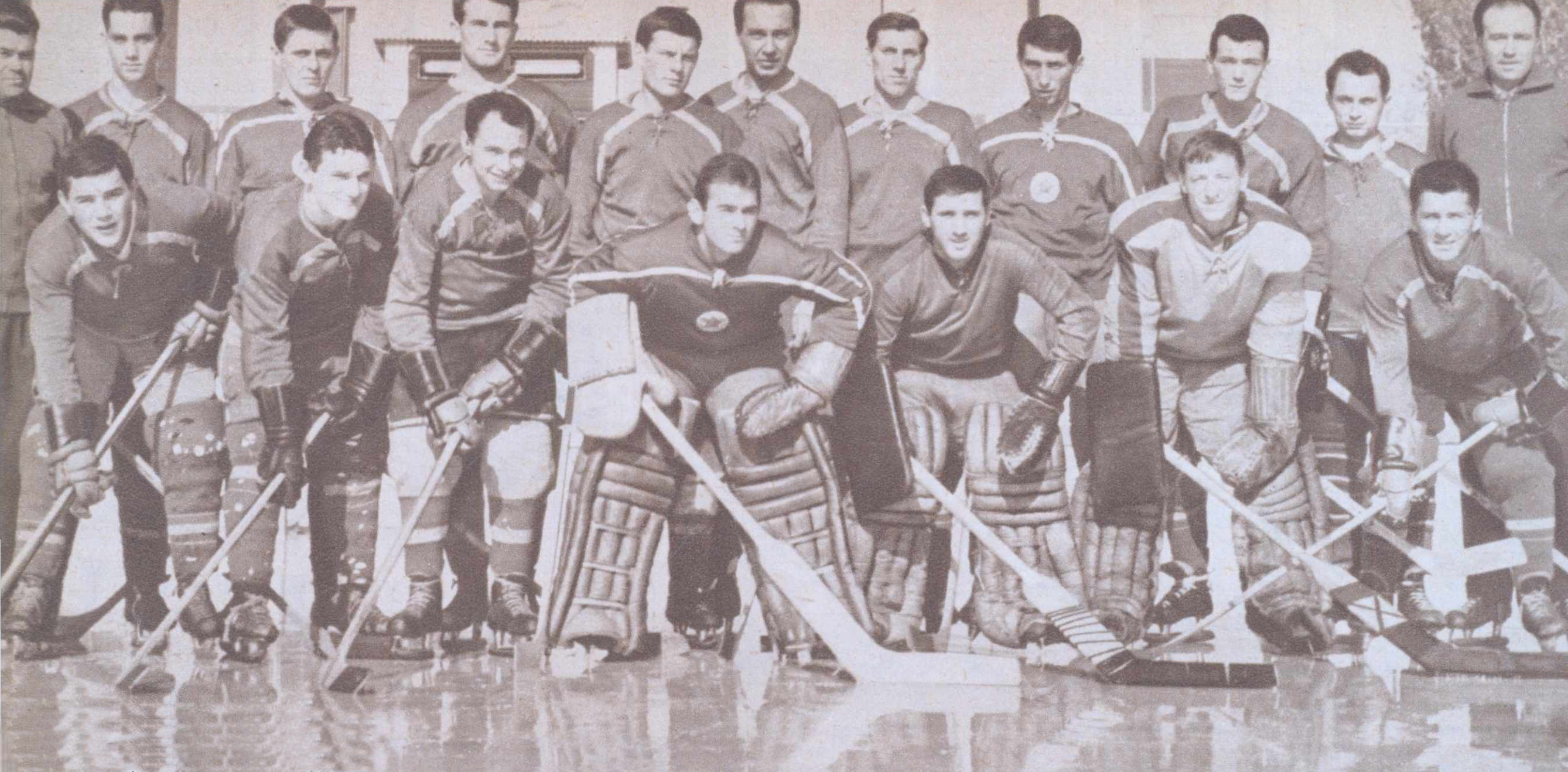
Echipa națională în 1965

Naționala României de hochei pe gheață reprezintă România la competițiile internaționale de hochei pe gheață. În 2014, era clasată pe locul 27 în clasamentul Federației Internaționale de Hochei pe Gheață (2014). A luat locul 7 la campionatul mondial din 1947, locul 8 la campionatul din 1977 și locul 7 la Jocurile Olimpice de iarnă din 1976.

## Rezultate

### Jocuri olimpice
- 1964 – locul 12
- 1968 – locul 12
- 1976 – locul 7
- 1980 – locul 7[2]

### Campionate mondiale
| - 1931 – locul 10 - 1933 – locul 9 - 1934 – locul 10 - 1935 – locul 11 - 1937 – locul 10 - 1938 – locul 13 - 1947 – locul 7 - 1959 – locul 13 (1 în grupa B) - 1961 – locul 15 (1 în grupa C) - 1963 – locul 11 (3 în grupa B) - 1966 – locul 10 (2 în grupa B) - 1967 – locul 10 (2 în grupa B) - 1969 – locul 12 (6 în grupa B) - 1970 – locul 13 (7 în grupa B) - 1971 – locul 15 (1 în grupa C) - 1972 – locul 10 (4 în grupa B) - 1973 – locul 10 (4 în grupa B) - 1974 – locul 12 (6 în grupa B) - 1975 – locul 11 (5 în grupa B) - 1976 – locul 9 (1 în grupa B) - 1977 – locul 8 - 1978 – locul 12 (4 în grupa B) - 1979 – locul 11 (3 în grupa B) - 1981 – locul 13 (5 în grupa B) - 1982 – locul 13 (5 în grupa B) - 1983 – locul 15 (7 în grupa B) - 1985 – locul 20 (4 în grupa C) - 1986 – locul 20 (4 în grupa C) - 1987 – locul 19 (3 în grupa C) - 1989 – locul 26 (2 în grupa D) - 1990 – locul 20 (4 în grupa C) - 1991 – locul 19 (3 în grupa C) - 1992 – locul 18 (6 în grupa B) | - 1993 – locul 18 (6 în grupa B) - 1994 – locul 19 (7 în grupa B) - 1995 – locul 20 (8 în grupa B) - 1996 – locul 26 (6 în grupa C) - 1997 – locul 25 (5 în grupa C) - 1998 – locul 26 (2 în grupa C) - 1999 – locul 26 (2 în grupa C) - 2000 – locul 30 (6 în grupa C) - 2001 – locul 29 (1 în Divizia II, grupa B) - 2002 – locul 25 (5 în Divizia I, grupa A) - 2003 – locul 26 (5 în Divizia I, grupa B) - 2004 – locul 25 (5 în Divizia I, grupa B) - 2005 – locul 27 (6 în Divizia I, grupa B) - 2006 – locul 29 (1 în Divizia II, grupa A) - 2007 – locul 27 (6 în Divizia I, grupa B) - 2008 – locul 29 (1 în Divizia II, grupa A) - 2009 – locul 28 (6 în Divizia I, grupa B) - 2010 – locul 31 (2 în Divizia II, grupa B) - 2011 – locul 29 (1 în Divizia II, grupa B) - 2012 – locul 26 (4 în Divizia I, grupa B) - 2013 – locul 26 (4 în Divizia I, grupa B) - 2014 – locul 28 (6 în Divizia I, grupa B) - 2015 – locul 29 (1 în Divizia II, grupa A) - 2016 – locul 28 (6 în Divizia I, grupa B) - 2017 – locul 29 (1 în Divizia II, grupa A) - 2018 – locul 27 (5 în Divizia I, grupa B) - 2019 – locul 23 (1 în Divizia I, grupa B) - 2020 – ediție anulată din cauza pandemiei de Covid-19 - 2021 – ediție anulată din cauza pandemiei de Covid-19 - 2022 – locul 21 (5 în Divizia I, grupa A) - 2023 – locul 21 (5 în Divizia I, grupa A) - 2024 – locul 20 (4 în Divizia I, grupa A) |